# Emma di Resburgo

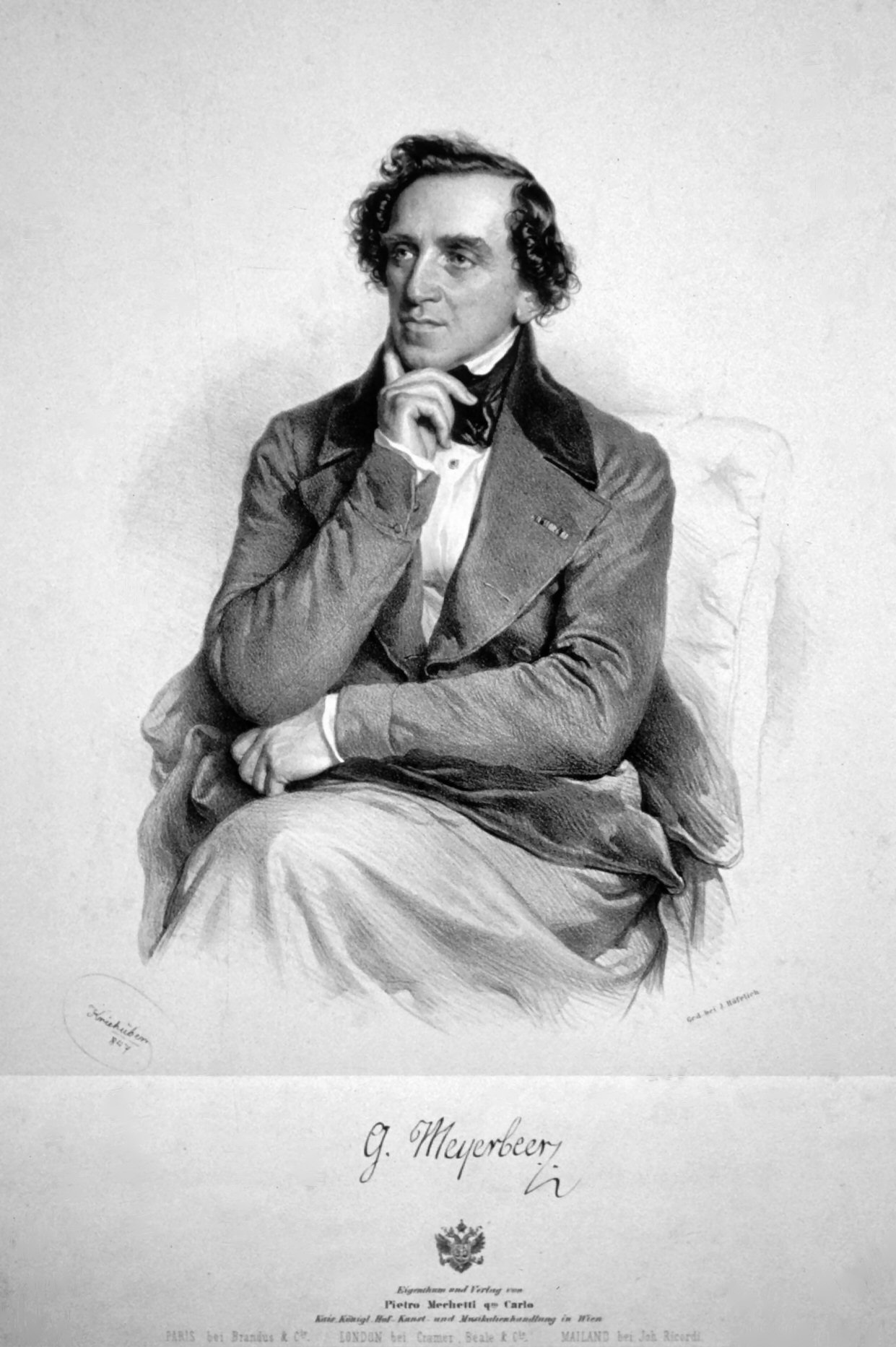
Giacomo Meyerbeer

Emma di Resburgo (Emma av Roxburgh) är en opera (melodramma) i två akter med musik av Giacomo Meyerbeer. Det var kompositörens sjätte opera och den tredje han skrev för ett italienskt operahus. Librettot av Gaetano Rossi utspelas i Skottland och har samma handling som i tidigare operor av Étienne Méhul (Héléna i Paris 1803 till fransk text) och Simon Mayr (Elena i Neapel 1814 till italiensk text). Meyerbeers opera hade premiär den 26 juni 1819 på Teatro San Benedetto i Venedig.

## Historia
Meyerbeer föddes i Berlin av rika föräldrar och som ung hade han musikaliska ambitioner och for till Italien för att studera. Han påverkades och inspirerades av dåtidens ledande operakompositör Rossini och komponerade en opera i dennes stil, Romilda e Costanza, vilken sattes upp i Padua 1817. Tack vare stödet av sångerskan Carolina Bassi fick Meyerbeer möjlighet att komponera en opera till Turin och det nitto år gamla librettot Semiramide riconosciuta (presenterad i Turin som Semiramide) av Pietro Metasasio valdes för tillfället. Båda dessa operor blev framgångsrika hos den italienska publiken och Meyerbeer satsade på en tredje italiensk opera i Venedig. Även om de tidigare operorna med samma handling hade utspelats i Provence, så flyttade Meyerbeer historien till Skottland där Walter Scotts romaner (populära såväl på kontinenten som i Storbritannien) hade utspelats sig. Meyerbeer skapade därmed en av de första italienska, romantiska operorna med skotsk bakgrund, följd av Rossinis La donna del lago, 
vilken hade premiär endast tre månader efter Emma di Resburgo. Meyerbeer hade modellerat sina italienska operor efter Rossini och blev även bekant med denne genom framgången med Emma di Resburgo. De två kompositörerna blev nära vänner, en vänskap som fortsatte när de båda gjorde stor succé i Paris.

## Personer

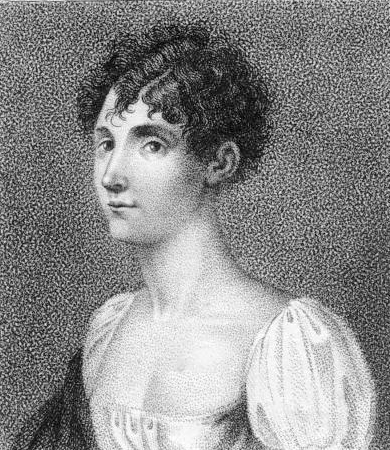
Rosa Morandi, som sjöng rollen som Emma.

| Roller   | Röststämma | Premiärbesättning 26 juni 1819 (Dirigent: Giacomo Meyerbeer) |
| -------- | ---------- | ------------------------------------------------------------ |
| Edemondo | alt        | Carolina Cortesi                                             |
| Emma     | sopran     | Rosa Morandi                                                 |
| Norcesto | tenor      | Eliodoro Bianchi                                             |
| Olfredo  | bas        | Luciano Bianchi                                              |
| Donaldo  | tenor      | Vincenzo Fracalini                                           |
| Etelia   | sopran     | Cecilia Gaddi                                                |

## Handling
Plats: Skottland omkring år 1070

### Akt 1
Omgivningarna nära ingången till slottet Tura vid floden Clyde 

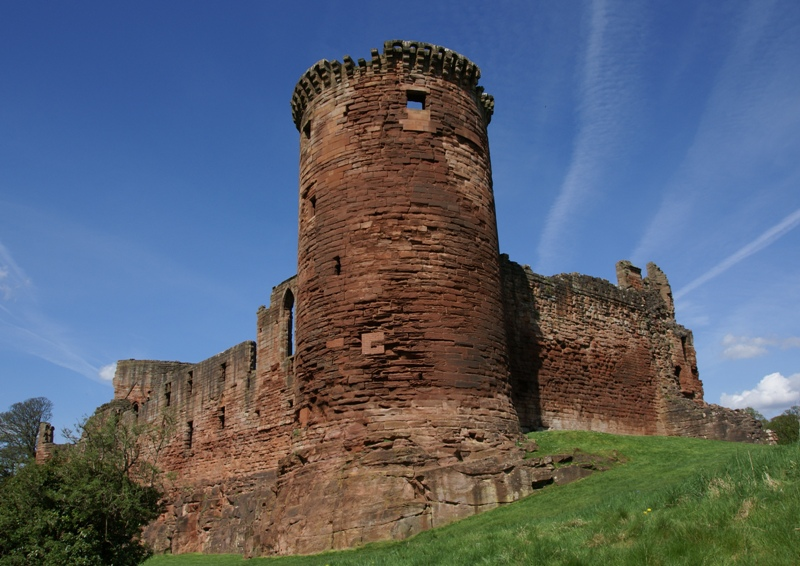
Fotografi av sydöstra tornet av Bothwell Castle i Lanarkshire vid floden Clyde i Skottland.

Olfredo, lord av slottet Tura, Etelia hans dotter och herdarna sjunger om sin lycka att få bo i fred och frihet. De pastorala festligheterna avbryts när earlen av Lanark, Ernest anländer. En härold förkunnar att det är förbjudet att erbjuda asyl till Edemondo, som förverkade rätten till earltiteln och lever som flykting efter att ha anklagats för mordet på sin far. Olfredo är inte övertygad om Edemondos skuld och påminner Norcesto om händelserna kring mordet. Edemondo upptäcktes vid sin fars blodiga kropp hållandes en dolk. Han insisterade på att han inte hade mördat fadern men ingen trodde på honom. Efter att ha blivit anklagad för mordet försvann Edemondo, hans fru Emma och deras son. Norcestos far tog därpå earltiteln av Lanark och efter dennes död ärvde Norcesto titeln. Norcesto verkar inte vilja bli påmind om händelserna och går in i slottet. En vandrande bard kommer in och hälsas av Olfredo. Det är Emma som förklätt sig för att kunna vara nära sin son Elvino. Pojken har fått skydd i slottet av Olfredo då hans föräldrar flydde. Ingen annan än  Olfredo och Emma känner till detta. Olfredo försäkrar Emma att han ska skydda henne och hennes son. 
En fattig herde anländer till slottet: det är Edmondo som tröttnat på att vara på rymmen och har återvänt förklädd för att försöka hitta sin fru och barn. Emma och Olfredo känner glädjestrålande igen honom.
Slottet Turas stora hall dekorerat för en fest till Olfredos ära
Olfredo för Edemondo till hans son Elvino, medan Emma och byborna firar Olfredos godhet. Norcesto anländer till festen; Edemondo och Emma gömmer sig bland människorna. När Norcesto ser Elvino förbluffas han över likheten med Edemondos pojke. Han kräver att Olfredo berättat om pojken. Norcesto hyset inte längre några tvivel om Edemondos identitet. Han berodrar vakterna att gripa pojken. Oförmögen att hindra dådet bryter Emma in och avslöjar sig. Hon tas till fånga medan Olfredo har svårigheter att hindra Edemondo från att försvara sonen och hustrun.

### Akt 2
Ett galleri i earlens slott i Lanark, Glasgow
Riddaren Donaldo rapporterar för Norcesto att alla försök att fånga Edemondo har misslyckats. Bekymrad ger Norcesto order att den tillfångatagna Emma ska behandlas med värdihet. Olfredo anländer med sin dotter och Norcesto låter föra in Emma. Bitter förebrår hon honom för att ha skilt sonen från henne. Norcesto erbjuder sig att återförena dem om Emma avslöjar var Edemondo finns. Emma vägrar.
Slottet stormas av riddare och bybor som har hört att Edemondo befinner sig där och begär att han ska föras inför rätta för mordet på sin far. Edemondo träder fram och bedyrar sin oskuld. Detta retar bara upp hopen som kräver att han ska dö.
Domsalen i slottet
Domarna avkunnar sin dom: Edemondo döms till döden för mordet på sin far. Avrättningen ska äga rum på faderns grav. Men Norcesto tvekar att skriva under dödsdomen. Chockad av domen anklagar Emma Norcesto för att vara mördaren. Generad tillbakavisar Norcesto anklagelsen och skriver under domen.
Fängelsehålan
Olfredo och hans dotter Etelia besöker Edemondo i fängelset. Olfredo anar att Norcesto har en hemlighet som plågar honom.
Kyrkogården där earlen är begravd
I gryningen anländer Emma till svärfaderns grav. Förtvivlad över Edemondos kommande avrättning vill hon inte längre leva. En begravningsmarsch med kör hörs och processionen kommer in på scen. Vakter och riddare för Edemondo till stupstocken. Emma kastar sin i hans armar för att ta ett sista farväl. Norcesto kommer med Olfredo och Etelia. Norcesto plågas av samvetskval och har bestämt sig för att säga sanningen. Det var hans far som mördade Edemondos far och som bevis håller Norcesto fram faderns bekännelse från dödsbädden. Edemondo, Emma och sonen förenas. Edemondo återtar titeln Earl av Lanark och alla gläder sig över att rättvisan slutligen har segrat.

## Mottagande och uppförandehistorik

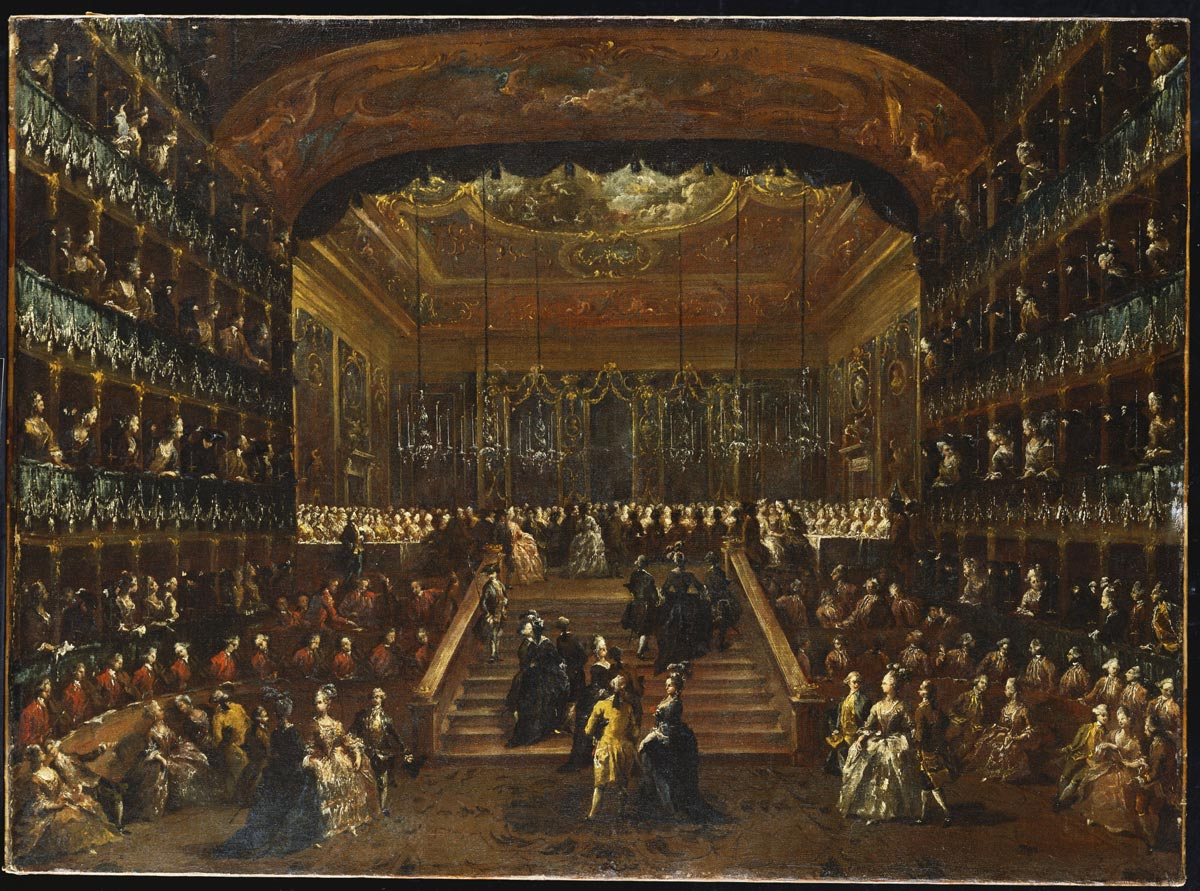
Teatro San Benedetto i Venedig 1782, där Emma di Resburgo framfördes första gången. Målning av Francesco Guardi

Operan mottogs med stor entusiasm vid premiären och spelades ytterligare 73 gånger. Den italienska publiken och kritikerna var smickrade över att en tysk kompositör ville komma till Italien och komponera operor i italiensk stil. Inom några år uppfördes operan inte bara i Italien, utan översattes till tyska och framfördes i Dresden, London, Wien, München, Berlin och andra europeiska städer. Det var den första av Meyerbeers opera som publicerades. Efter Meyerbeers död låg operan ospelad i många år fram till ett konsertant framförande i Wien 2010, vilket även spelades in.

## Musiken
Operan är mörkare och mer dramatisk intensiv än Meyerbeers tidigare verk. Imponerande och monumentala körscener såsom Domarkören och begravningsmarschen i sista akten är typiska för verket. Bland soloariorna kan särskilt noteras Emmas finalaria (Il dì cadrà) med solo av engelskt horn, flöjter, klarinetter och valthorn.